# Vallo della Lucania
Vallo della Lucania  (semplicemente Vallo fino al 1863) è un comune italiano di 7 815 abitanti della provincia di Salerno in Campania.
Il comune è sede vescovile, del Tribunale circondariale, della relativa Procura della Repubblica e dell'ente parco nazionale del Cilento, Vallo di Diano e Alburni.

## Geografia fisica

### Territorio

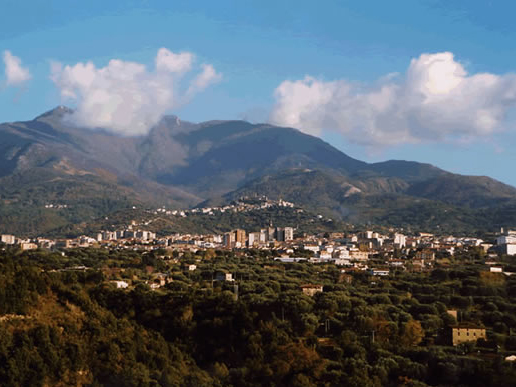
Veduta di Vallo

È situato al centro del territorio cilentano, in una valle circondata da colline che digradano verso il mar Tirreno; il territorio del comune è delineato a est dal monte Gelbison e a ovest dal monte Stella. Dista solo 13 km dal mare di Ascea e Casal Velino.
- Classificazione sismica: zona 2 (sismicità media), Ordinanza PCM. 3274 del 20/03/2003.

### Clima
La stazione meteorologica più vicina è quella di Casal Velino. In base alla media trentennale di riferimento 1961-1990, la temperatura media del mese più freddo, gennaio, si attesta a +8,7 °C; quella del mese più caldo, agosto, è di +25,7 °C.

## Storia
L'antico nome di Vallo della Lucania era, secondo lo storico Giuseppe Maiese, Castrum Cornutum, dal luogo d'origine dei suoi fondatori, che, provenienti da Cornutum, città della Dalmazia, vi giunsero non più tardi del secolo IX. Se la prima menzione del Casale dei “Cornuti” risale a due pergamene del secolo XIII, ritrovate nella badia di Cava, già un documento del 1052, come osserva Pietro Ebner, parla di un “loco cornito”, che, per le caratteristiche di nodo viario accessibile e di fiorente polo di sviluppo economico, è residenza di un funzionario longobardo, delegato dal governo centrale nell'amministrazione politico-giuridica-militare della zona. Al suo nome – Castrum Cornutorum – appare verosimile, secondo il Rossi, sia collegato l'appellativo carniculari attribuito ai capi del presidio romano, funzionari nell'amministrazione periferica.
In realtà Vallo era costituita da due casali – Spio e Cornuti (o Vallo) – divisi da un fiume attraversato da due ponti, poi ricoperto nel tratto antistante al municipio, nell'odierna piazza Vittorio Emanuele.
Lo sviluppo del borgo (costituito da una serie di fondi rustici, appartenenti ai signori della baronia di Novi) si ebbe, alla fine del secolo XV, quando esso passò sotto il dominio della Santa Casa dell'Annunziata di Napoli. Dopo il secolo XVI, durante il quale si registrò una continua ascesa economico-sociale, nel corso del Seicento, nonostante le continue carestie e la peste che aveva distrutto intere popolazioni, Spio e Cornuti assestarono il loro ruolo di rilievo nell'ambito dello Stato di Novi.
Nel secolo XVIII il paese mutò il nome originario in Vallo di Novi e in seguito Vallo. In quest'epoca raggiunse la sua massima prosperità grazie alla lavorazione della seta e del cuoio. Con queste attività e con l'istituzione del mercato, Vallo divenne un centro ricchissimo, e poté salvarsi dalle varie carestie che si susseguirono in quel secolo, tra cui quella, tremenda, del grano del 1764.
Per opera del clero, sul finire del secolo XVIII, assunse il ruolo di fiorente centro culturale, con la fondazione di scuole di teologia, filosofia e grammatica. Dal 1811 al 1860 divenne capoluogo dell'omonimo distretto del Regno delle Due Sicilie; nel 1808 - per volere di Gioacchino Murat - i Casali di Massa, Angellara e Pattano furono annessi al Comune di Vallo, nato dall'unificazione dei due storici casali, come rappresentato nello stemma del comune, che raffigura nella parte superiore un cuore squarciato da due mani (Corinoti), e in quella inferiore una torre con sentinella (Spio).
Nel 1809 furono istituite le scuole pubbliche, e Vallo fu elevata a sede di Sottointendenza e di Consiglio Distrettuale. Nel 1850 fu inaugurato il tribunale circondariale e nel 1851 vi si stabilì l'omonima diocesi. A partire dai moti del 1820-21, passando per quelli del 1828 e del 1848, fino all'epopea garibaldina, Vallo della Lucania rappresentò l'anima e il centro propulsore di ogni iniziativa patriottica e rivoluzionaria della zona.
Dal 1860 al 1927, durante il Regno d'Italia è stato capoluogo dell'omonimo circondario.
Dopo l'Unità d'Italia, si registrò una lieve crisi economica, dovuta alla forte crescita demografica, al non sempre fiorente andamento del settore commerciale e dell'artigianato, alla difficoltà dei piccoli coltivatori di sostenere la pressione del latifondo. Tutto ciò favorì l'esodo dei cittadini vallesi verso il continente americano, ormai meta agognata e sogno di buona parte della gioventù cilentana. Questo fenomeno, eccetto nella parentesi di forzata interruzione del periodo fascista, durerà fino agli anni sessanta.
Vallo della Lucania, insignita del titolo di città con un decreto del Presidente della Repubblica Carlo Azeglio Ciampi, con le frazioni di Massa, Angellara e Pattano, conta un numero di abitanti pari a 8.855 unità, e si può definire come il centro commerciale e di servizi più importante del Cilento.
In promiscuità con i comuni di Novi Velia e Cannalonga, Vallo detiene la proprietà territoriale del monte Gelbison, montagna sacra, che vanta uno dei luoghi di culto più rinomati del Meridione, il santuario della Madonna di Novi Velia. Questo antico santuario basiliano dista 20 chilometri da Vallo, a un'altezza di 1700 m, ed è meta ogni anno di migliaia di pellegrini provenienti da ogni parte d'Italia.
Il 28 novembre del 2008 è ricorso il bicentenario dell'istituzione del comune, avvenuta ad opera dell'allora re di Napoli Giuseppe Bonaparte. Il toponimo originale era semplicemente "Vallo", mentre il suffisso "della Lucania" venne aggiunto soltanto dopo l'Unità d'Italia.

### Onorificenze

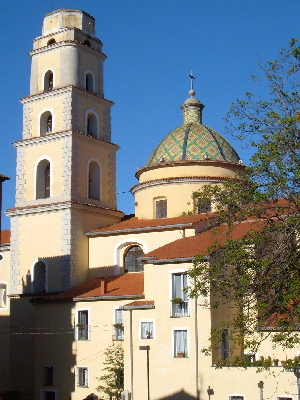
La cattedrale di San Pantaleone

.

## Monumenti e luoghi d'interesse
- Piazza Vittorio Emanuele III
- Cattedrale di San Pantaleone (1736)
- Chiesa di Santa Veneranda, Angellara
- Chiesa di Santa Maria delle Grazie (XIV sec.)
- Badia di Pattano (X sec.), ricca di affreschi bizantini
- Portale Pattanese
- Fontana dei Quattro Leoni
- Museo Diocesano
- Chiesa di San Nicola (Rione Spio)
- Cappella di Santa Caterina d'Alessandria detta del Crocifisso (XVII sec.)
- Chiesa di Santa Maria della Vittoria, Massa (XVI sec.)

## Società

### Evoluzione demografica
Abitanti censiti

### Etnie e minoranze straniere
Al 31 dicembre 2010 risultano residenti a Vallo della Lucania 223 stranieri. Le comunità nazionali più rappresentative sono:
- Ucraina, 56
- Romania, 54
- Polonia, 31

### Religione
La maggioranza della popolazione è di religione cristiana, appartenente principalmente alla Chiesa cattolica. Il comune è sede della diocesi di Vallo della Lucania e ha cinque parrocchie:
- San Pantaleone medico e martire
- Santa Maria delle Grazie
- Santa Veneranda (frazione Angellara)
- Maria SS.ma della Vittoria (frazione Massa)
- Maria SS.ma Assunta in Cielo (frazione Pattano).

## Cultura

### Istruzione

#### Scuole
Hanno sede a Vallo della Lucania oltre alle scuole primarie e a quelle secondarie di primo grado: l'istituto tecnico commerciale e per geometri e l'istituto professionale industria e artigianato "Enrico Cenni-Guglielmo Marconi", l'Istituto d’istruzione superiore “Parmenide” (comprensivo di liceo classico, liceo linguistico, liceo delle scienze umane e liceo musicale e coreutico) e il liceo scientifico "Leonardo da Vinci”.

#### Università
A Vallo vi è una sede distaccata della Facoltà di Scienze Infermieristiche dell'Università Federico II di Napoli e una dell'Università degli studi di Salerno.
È inoltre presente una sede distaccata del Conservatorio "Giuseppe Martucci" di Salerno.
Il giorno 15 febbraio 2016 è stata inaugurata la sede d'esame dell'Università telematica "Pegaso". La sede è situata all'interno del Palazzo della Cultura.

### Media
Da Vallo della Lucania trasmettono l'emittente "Rete 7" - canale 99 (già denominata "La TV di Gwendalina") e l'emittante "S.E.T. - Scelza Edizioni Televisive" nata (nel 2010) a seguito dello spegnimento delle frequenze analogiche di "Rete 7 - Radio Monte Gelbison", in occasione del passaggio al digitale terrestre. Gli editori sono rispettivamente gli eredi della famiglia Scelza storica famiglia vallese impegnata nelle trasmissioni televisive locali sin dagli anni settanta.

### Cucina
I piatti tipici sono quelli della tradizione cilentana:
- fusilli, cavatielli, laàne e ciciàri (tagliatelle con i ceci), ziti al ragù napoletano, pasta e carne alla genovese, pasta e fagioli.
- mozzarella di bufala campana, mozzarella ind' à mortèlla (nei fascetti di mirto, è un tipo di mozzarella prodotta con latte vaccino e poi avvolta nei rami di mirto), soppressata, braciola al sugo, ciambotta, zeppole cò ì iurìlli (fiori di zucca), alici m'buttunate, alici marinate e baccalà fritto (piatto tipico del cenone di Natale e Capodanno).
- freselle, broccoli e salsiccia, parmigiana di melenzane, mulignàne m'bùttunàte (melenzane imbottite), pepàruoli m'bùttunàti (peperoni imbottiti con pane, capperi, tonno, olive e alici), soffritto di vitello, calzone con verdura, pizza fritta, zeppole con alici, pizza cilentana, pizza chiena e gattò di patate.
- scauràtielli (zeppole scaldate, dolce natalizio cilentano), struffoli, zeppole di S. Giuseppe, fico m'baccàte (fico ripieno e ricoperto di cioccolato, dolce natalizio), cannoli cilentani.
- Olio e Vino del Cilento.

### Eventi
- Finestra Jazz (agosto): è una manifestazione jazzistica internazionale dove hanno suonato alcuni dei più famosi jazzisti del panorama nazionale ed internazionale, tra cui Benny Golson, Hal Singer, Danilo Rea e Romano Mussolini con Minnie Minoprio.
- Tàrock Tribute Music Fest (agosto): numerose sono le tribute band che si esibiscono durante la manifestazione sui vari palchi allestiti per l'evento.
- Surgite a' stù paese 'bbona gente: corteo storico, organizzato dalla Pro Loco vallese, in cui ha luogo la rievocazione dei moti del Cilento del 1828, con briganti, brigantesse, esercito borbonico, filadelfi e popolani che fanno rivivere agli spettatori il periodo in cui il popolo cilentano si ribellava per reclamare la costituzione e per liberarsi dalla tirannia borbonica.
- Nuttata e' sentimento: presepe vivente del settecento napoletano, si tiene in dicembre nel centro storico di Vallo.[chiarire con fonti terze e autorevoli la rilevanza degli eventi]

### Fiere
Vallo dispone di un Quartiere Fieristico dove sono presenti le Fiere di Vallo, queste raccolgono ogni anno diversi eventi e manifestazioni anche di rilevanza nazionale. Negli ultimi anni, grazie al Parco nazionale del Cilento, Vallo di Diano e Alburni, si tiene a Vallo anche la Borsa Verde dei territori rurali europei, manifestazione di grande rilevanza che si svolge a cadenza annuale verso la fine del mese di ottobre.
Le Fiere più importanti sono:
- Fiera Campionaria Città di Vallo
- Mostra e Scambio- Auto Moto e ricambi d'Epoca
- Fireworks, Fiera dei Fuochi d'Artificio
- Salone dell'Edilizia e della Meccanica
- Salone dell'Industria Casearia
- RistHotel
- Sposissima
- Fiera del Soft Air e Militaria

Il polo fieristico risulta oggi essere abbandonato. I capannoni sono stati adibiti a stallo dei mezzi della Protezione Civile o affittati temporaneamente a privati. A seguito della pandemia non sono state più organizzate manifestazioni fieristiche.

## Geografia antropica

### Frazioni
Lo statuto comunale di Vallo della Lucania non menziona alcuna frazione. In base al 14º Censimento Generale della Popolazione e delle Abitazioni, le principali località abitate, oltre al capoluogo, sono:
- Angellara: 562 abitanti 428 m s.l.m.;
- Massa: 482 abitanti 470 m s.l.m.;
- Pattano: 439 abitanti 166 m s.l.m..

### Altre località
- Badia
- Carmine
- Cerzito
- Curci
- Forestella
- La Rosetta
- Mastoliano
- Peschilli
- Piana Pezina
- Spinacelli

### Rioni
I rioni di Vallo sono:
- Spio, rione storico vallese
- San Pantaleo, altro rione storico vallese
- Sasso, rione centrale, nei pressi del corso Famiglia De Mattia
- Spes, rione residenziale
- San Crescenzo
- Santa Caterina, piazza Santa Caterina e aree limitrofe.

## Economia

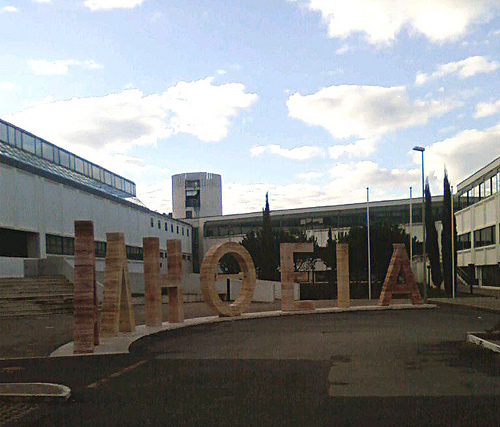
Il tribunale di Vallo della Lucania

Il comune riveste un ruolo rilevante nel territorio del Cilento per il quale ha assunto negli anni sempre più importanza in qualità di centro amministrativo ed economico.
Vallo è sede della curia vescovile e del parco nazionale del Cilento, Vallo di Diano e Alburni, del tribunale di Vallo della Lucania, del carcere giudiziario e dell'ospedale San Luca, il più grande nosocomio cilentano, il terzo per dimensioni della provincia di Salerno.

## Infrastrutture e trasporti

### Strade
- Strada statale 18 Tirrena Inferiore.
- Strada Regionale 488/e Innesto SP 47(bivio Cardile)-Moio della Civitella-Innesto SS 18(Vallo della Lucania).
- Strada Provinciale 118 Innesto SR 488-Cannalonga-Cimitero di Cannalonga.
- Strada Provinciale 201/a Innesto SS 18(Massa di Vallo della Lucania)-Piazza dei Martiri(Vallo della Lucania).
- Strada Provinciale 201/b Innesto SS 18(Massa di Vallo della Lucania).
- Strada Provinciale 351 Rione S.Crescenzo-Vallo della Lucania.
- Strada Provinciale 365 Innesto SP 87-Metoio-Pattano-Innesto SS 18.
- Strada Provinciale 406 Innesto SS 18(Vallo della Lucania)-Cimitero.
- Strada Provinciale 430/b Svincolo Vallo Scalo-Pattano-Vallo della Lucania-Ceraso-Cuccaro V.-Futani.
- Strada Provinciale 433 Innesto SP 365-Palistro-Innesto SR 447.

### Ferrovie
La stazione ferroviaria è quella di Vallo della Lucania-Castelnuovo, sulla linea ferroviaria Battipaglia-Reggio di Calabria ed è ubicata a Vallo Scalo a 7 km dal centro cittadino. I collegamenti Vallo Centro-Stazione FS sono assicurati dalle linee 104 e 109 del CSTP trasporto pubblico, con frequenza non continua.

### Mobilità urbana
Il trasporto pubblico è assicurato dal CSTP il quale garantisce numerose corse di collegamento tra la cittadina e il suo circondario e una linea diretta con l'Università degli Studi di Salerno.
Altre aziende di trasporto attive in città sono la RIAG per i collegamenti tra Vallo e la costa, Ascea e Casal Velino.
Le autolinee Lettieri garantiscono collegamenti diretti in pullman Vallo-Università, Vallo-Salerno, e Vallo-Napoli.
Le autolinee Giuliano inoltre assicurano una linea Vallo-Agropoli-Battipaglia-Salerno-Napoli.
E infine le autolinee Curcio per i collegamenti tra Vallo e Roma.

## Amministrazione

### Altre informazioni amministrative
Le competenze in materia di difesa del suolo sono delegate dalla Campania all'Autorità di bacino regionale Sinistra Sele.
Per la gestione dell'irrigazione e del miglioramento fondiario l'ente competente è il Consorzio Velia per la bonifica del comprensorio Alento

## Sport

### Calcio

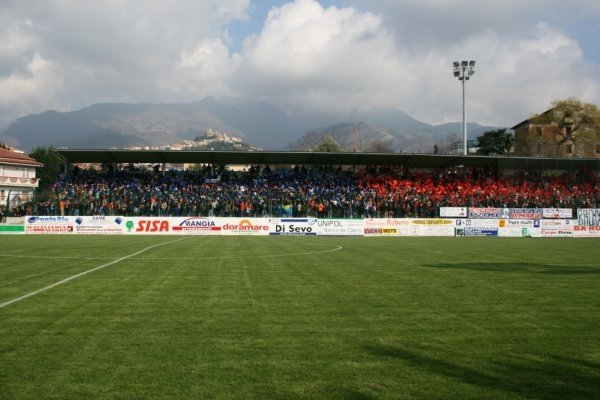
Stadio comunale

Nella città ha sede la società calcistica Gelbison (A.S.D. Gelbison Cilento Vallo della Lucania), nata nel 1956, che nella stagione 2022/2023 ha militato per la prima volta nel campionato di Serie C. Dopo la retrocessione dopo un solo anno, dal 2023-2024 torna a militare in Serie D.

#### Stadio Giovanni Morra
La Gelbison disputa le partite casalinghe allo stadio "Giovanni Morra", costruito nel 1973, che ha una capienza fino a 2.500 spettatori, è dotato di terreno di gioco in erba sintetica e di impianto di illuminazione artificiale.

### Pallavolo
- Hanno sede nel comune due società di pallavolo: la G.P. Vallo e la Rete 7 volley.[senza fonte]